# 本格森環球
本格森环球（挪威語：Bergesen）是目前世界上总吨位最大的航运公司，2003年5月12日香港环球航运集团以近14亿美元收购挪威航运业「老大」本格森集团44.3%的股权，2002年4月，环球航运已购买了本格森一成多股份，从而一举控股本格森，是世界航运史最大宗并购案之一，並将继续收购本格森剩余股份。环球航运集团船队由此增加150艘，总载重量达到2,230万吨，跃居全球之冠。此前环球航运是全球最大石油运输商，总载重量900万吨，本格森则是全球最大液化气、天然气运输商，总载重量1,230万吨。
本格森环球主业定位于石油、液化气、天然气、矿石、煤等能源运输业务。